# La Passion
La Passion is een nummer van de Italiaanse dj Gigi D'Agostino. Het nummer werd uitgebracht in het jaar 2000. In Nederland behaalde het liedje de 12e plaats in de Single Top 100 en de 13e plaats in de Top 40. In Oostenrijk en België heeft het nummer op de eerste plaats gestaan; in Duitsland op de tweede. Opmerkelijk is dat het lied geen hit werd in het geboorteland van de artiest.
Het lied is een remix met wat toevoegingen van het instrumentale nummer 'Rectangle' van de Franse musicus Jacno uit 1979.
In het begin van de videoclip is te zien dat hij zijn eigen cd uit een platenzaak steelt en vervolgens wegrent. Aan het eind van de clip komt exact dezelfde scène voor, zodat de clip eigenlijk een oneindige lus is.